# Dusona variator
Dusona variator är en stekelart som först beskrevs av Hinz 1990.  Dusona variator ingår i släktet Dusona och familjen brokparasitsteklar. Inga underarter finns listade i Catalogue of Life.